# Wild Beasts
Wild Beasts var ett band ursprungligen från Kendal, England, men som senare verkade från Leeds, England. Deras genre kan bäst beskrivas som indierock eller indiepop, och sångaren Hayden Thorpes karaktäristiska falsettsång genomsyrar produktionerna. Texterna är svårtolkade och fantasifulla och tycks fylla något slags tomrum i musikhistorien, då det är svårt att finna något band i samma genre med liknande sätt på vilket de leker med ord och osammanhang. Wild Beasts har samarbetat även med den svenske producenten Tore Johansson och spelade in sitt första album, Limbo, Panto, i Gula Studion i Malmö.

## Biografi
2002 bildade Hayden Thorpe och Ben Little, då studerande på Queen Catherine School i Kendal, duon Fauve, som är den franska termen för "vild best" ("wild beast"). De började spela och skriva egna låtar tillsammans. I january 2004 värvades Chris Talbot på trummor, och trion bytte namn till Wild Beasts. Med hjälp av en stand in-basist vid namn Gazz Bullock spelade de i juni samma år in sin första demo-EP.
I september 2005 flyttade bandet till Leeds och basisten Tom Fleming gick med i bandet på heltid. De fick snart en fanbas inom staden och spelade in sin andra demo-EP, Espirit De Corps, som följdes upp kort efter med en tredje demo-EP betitlad All Men.
I augusti 2006 skrev bandet på för Bad Sneakers Records som släppte deras första singel, "Brave Bulging Buoyant Clairvoyants" den 20 november 2006. Den 1 november samma år spelade Wild Beasts även in en livesession för BBC Radio 6music.
I februari 2007 signades bandet av Domino Records, men deras andra singel, "Through Dark Night", släpptes även den sista releasen på Bad Sneakers Records.
Musiktidningen NME listade i maj 2007 Wild Beasts som ett av tio band "tipped for the top".
Singeln "The Devils Crayon" och albumet Limbo, Panto släpptes i juni 2008. Bandets andra studioalbum Two Dancers släpptes 2009.

## Diskografi

### Studioalbum
- 2008 – Limbo, Panto
- 2009 – Two Dancers
- 2011 – Smother
- 2014 – Present Tense
- 2016 – Boy King

### Singlar
- 2006 – "Brave Bulging Buoyant Clairvoyants"/"The Old Dog"
- 2007 – "Through Dark Night"/"Please Sir"
- 2007 – "Assembly"/"Sylvia, A Melodrama"
- 2008 – "The Devil's Crayon"/"Treacle Tin"
- 2008 – "Brave Bulging Buoyant Clairvoyants"/"Mummy's Boy"
- 2009 – "Hooting & Howling"/"Through the Iron Gate"
- 2009 – "All The King's Men" (Domino Records, 2009)
- 2010 – "We Still Got The Taste Dancin' On Our Tongues"
- 2011 – "Albatross"/"Smother"
- 2011 – "Bed Of Nails"/"Catherine Wheel"
- 2011 – "Reach A Bit Further"/"Thankless Thing"
- 2012 – "Stray"
- 2014 – "Wanderlust"
- 2014 – "A Simple Beautiful Truth"
- 2014 – "Mecca"
- 2014 – "Palace" (Foals remix)